# 1484
Évszázadok: 14. század – 15. század – 16. század
Évtizedek: 1430-as évek – 1440-es évek – 1450-es évek – 1460-as évek – 1470-es évek – 1480-as évek – 1490-es évek – 1500-as évek – 1510-es évek – 1520-as évek – 1530-as évek
Évek: 1479 – 1480 – 1481 – 1482 –  1483 – 1484 – 1485 – 1486 – 1487 – 1488 – 1489

## Események

### Határozott dátumú események
- január 25. – II. Gergely tölti be a nyitrai püspöki széket.[1]
- március 11. – Mátyás király serege elfoglalja a Lajta melletti Bruckot.[2]
- június 14. – III. János Albret lordja I. Katalin navarrai királynő férjeként lép a navarrai trónra.[3]
- július 6. – Diogo Cao portugál felfedező megtalálja a Kongó folyó torkolatát.[forrás?]
- július 14. – II. Francesco Gonzaga (I. Federico fia) lesz Mantova őrgrófja.[4]
- augusztus 31. – Anton Koberger nürnbergi nyomdájában kinyomtatják az Esztergomi egyházmegye misekönyvét.[5]
- szeptember 12. – VIII. Ince követi IV. Szixtuszt a pápai trónon.[6]
- november 11. – Mátyás megerősíti Szilágyi Erzsébet végrendeletét, amelyben az özvegy unokáját, Corvin János herceget teszi meg örökösének.[7]
- december 5. – VIII. Ince pápa kiadja Summis desiderantes affectibus című bulláját, amelyben az inkvízitorokat feljogosítja az eretnekek és boszorkányok németországi üldözésére.[8]
- december 9. – Velencében kinyomtatják a Zágrábi egyházmegye breviáriumát.

### Határozatlan dátumú események
- június második fele – 73-74 éves korában meghal Mátyás anyja, horogszegi Szilágyi Erzsébet. (Szeretett édesanyját Mátyás a magyar királyok hagyományos temetkezési helyén, a (székes-)fehérvári Nagyboldogasszony-bazilikában, a családja számára kialakított temetkezési kápolnában helyezte örök nyugalomra.)[9]
- a nyár során
  - II. Bajazid szultán Moldva ellen támad, elfoglalja Kiliát és Akkermant.[10]
  - Mátyás fogságba veti Váradi Péter kalocsai érseket, fő- és titkos kancellárt.[11]
- szeptember – Török portyázó csapatok pusztítanak Temesvárott és környékén.
- november 11. után – Meghal Guthi Országh Mihály nádor. (Mátyás király a nádori méltóságot 1485/1486 fordulójáig nem tölti be.)
- az év folyamán – Báthori István országbíró és erdélyi vajda megbízásából János ferences szerzetes (a budai késő gótikus műhely tagja) tervei szerint megkezdődik a nyírbátori Szent György-templom építése.

## Születések
- január 1. – Ulrich Zwingli, protestáns vezető († 1531)
- Candale-i Anna magyar királyné (†1506)

## Halálozások
- július 14. – I. Federico Gonzaga, Mantova őrgrófja (* 1441)
- augusztus 12. – IV. Szixtusz pápa (* 1414)
- november 11. után – Guthi Országh Mihály nádor (* 1410 k.)